# 2009 KY36
2009 KY36, também escrito como 2009 KY36, é um corpo menor que está localizado no disco disperso, uma região do Sistema Solar. Ele possui uma magnitude absoluta de 9,1 e tem um diâmetro estimado de cerca de 67 km.

## Descoberta
2009 KY36 foi descoberto no dia 27 de maio de 2009.

## Órbita
A órbita de 2009 KY36 tem uma excentricidade de 0,459 e possui um semieixo maior de 51,227 UA. O seu periélio leva o mesmo a uma distância de 27,688 UA em relação ao Sol e seu afélio a 74,765 UA.